# Qualitätszeichen Baden-Württemberg
Das Qualitätszeichen Baden-Württemberg ist ein regionales Gütezeichen, das vom Bundesland Baden-Württemberg getragen wird. Es ist beim Deutschen Patent- und Markenamt unter der Registriernummer 30400461 als Wort-Bildmarke eingetragen.

Qualitätszeichen Baden-Württemberg

Das Zeichen wird auf der Grundlage eines vertraglich festgelegten Lizenzsystems vergeben und steht für landwirtschaftliche Produkte und Lebensmittel, die in Baden-Württemberg erzeugt bzw. aus baden-württembergischen Zutaten hergestellt werden und besondere Anforderungen hinsichtlich ihrer Qualität oder des Produktionsprozesses erfüllen.

## Grundlagen und Zielsetzung
Auf der Grundlage des § 20 Abs. 3 Landwirtschafts- und Landeskulturgesetz (LLG) vom 14. März 1972 besteht ein Auftrag des Landes zur Absatzförderung von heimischen Agrarprodukten.
Das Qualitätszeichen trägt diesem Umstand Rechnung durch die Einrichtung gezielter Fördermaßnahmen bei
- Aufbau und Umsetzung von gemeinschaftlicher Werbung
- Maßnahmen zur Erschließung und Pflege von Märkten für landwirt- und ernährungswirtschaftliche Erzeugnisse

Durch eine verbesserte Marktstellung soll die bäuerliche Landwirtschaft, das Ernährungshandwerk und die mittelständische Ernährungswirtschaft gestärkt, erhalten und weiterentwickelt werden.
Das Qualitätszeichen als Förderinstrument steht im Einklang mit europäischem Recht und wurde mit Schreiben der Europäischen Kommission (KOM) vom 1. Juni 2016 erneut notifiziert.
Grundlage der Notifizierung ist die Tatsache, dass die gekennzeichneten baden-württembergischen Produkte sich nicht nur durch ihre Herkunft, sondern in besonderem Maße durch eine über dem gesetzlichen Standard stehende Prozess- und Produktqualität von gleichartigen Produkten unterscheiden.

## Aufbau und Verantwortlichkeit
Zeichenträger ist das Land Baden-Württemberg, vertreten durch das Ministerium für Ländlichen Raum und Verbraucherschutz.
Lizenznehmer sind Verbände, berufsständische Organisationen oder Zusammenschlüsse im land- und ernährungswirtschaftlichen Bereich. Mit Stand 14. April 2014 gab es 24 Lizenznehmer.
Zeichennutzer sind Wirtschaftsunternehmen und Betriebe, die Produkte mit dem Zeichen kennzeichnen und vermarkten.
Erzeuger sind landwirtschaftliche Betriebe, die Rohprodukte für die Vermarktung unter dem Zeichen erzeugen, z. B. Obst- und Gemüsebaubetriebe, Getreideerzeuger, Schweinemastbetriebe.
Alle Teilnehmer am Qualitätszeichen sind über vertragliche Vereinbarungen miteinander verbunden. In den Verträgen sind die jeweiligen Rechte und Pflichten sowie mögliche Sanktionen bei Verstößen geregelt.
Quelle:

## Kontrollsystem
Alle vertraglichen Vereinbarungen unterliegen der Kontrolle. Die Kontrollen vollziehen sich maßgeblich in drei unterschiedlichen Ebenen:

### Eigenkontrollen
Erzeuger und Zeichennutzer sind verpflichtet, ihre Betriebe anhand von vorgegebenen Eigenkontrollchecklisten selbst zu prüfen, um mögliche Schwachstellen im Betriebsablauf systematisch zu erkennen. Die Checklisten enthalten alle Kontrollinhalte, die zur Erfüllung der wesentlichen Anforderungen notwendig sind. Die Ergebnisse der Eigenkontrollen werden dokumentiert.

### Neutrale Kontrollen (Third-Party-Audits)
Diese Kontrollen werden von neutralen Kontrollstellen durchgeführt. Diese Prüfinstitute müssen ihre Neutralität und ihre Kompetenz im Rahmen einer Akkreditierung bei der Deutschen Akkreditierungsstelle (DAkkS), Berlin, regelmäßig nachweisen.

### Kontrollüberwachung (Meta-Kontrolle)
Der Zeichenträger bzw. von ihm beauftragte Stellen überwachen und verifizieren, dass alle vorgeschriebenen Kontrollmaßnahmen vollständig und sachgerecht umgesetzt werden.
Zusätzlich müssen in festgelegtem Umfang Rückstandsuntersuchungen, z. B. auf Pflanzenschutzmittel und Umweltschadstoffe, sowie Qualitätsprüfungen bei verarbeiteten Produkten durchgeführt werden.

## Anforderungen
Für landwirtschaftliche Erzeugerbetriebe gelten die Grundlagen einer tier- und umweltgerechten Erzeugung verbindlich. Aus diesem Grunde sind z. B. regelmäßige vertraglich vereinbarte Bestandsbetreuungen durch Fachtierärzte für Tierhalter obligatorisch. Der Anbau von Pflanzlichen Produkten erfolgt auf der Grundlage der integrierten und kontrollierten Produktion.
Die Anforderungen sind jeweils nach Produktbereichen getrennt in Grund- und Zusatzanforderungsdokumenten umfassend beschrieben. Diese stehen jedermann in aktueller Fassung zur Einsicht und zum Download zur Verfügung.
Die Anforderungen werden nach Erfordernis weiterentwickelt. In den jeweiligen produktspezifischen Beiräten sind die jeweils fachlich betroffenen Kreise und Interessengruppen aus Landwirtschaft und Lebensmittelproduktion, Handel, Fachreferaten und Verbraucherschaft in die Weiterentwicklung einbezogen. Das Qualitätszeichen entspricht in dieser Hinsicht den Leitlinien der EU in Bezug auf eine gute Praxis für freiwillige Zertifizierungssysteme für landwirtschaftliche Produkte und Lebensmittel.